# Je t'adore
Je t'adore är en musiksingel av den belgiska sångerskan Kate Ryan. Låten representerade Belgien vid Eurovision Song Contest 2006 i Aten i Grekland. Låten är skriven av Ryan själv tillsammans med Niklas Bergwall, Niclas Kings och Lisa Greene.
Bidraget framfördes i semifinalen den 18 maj 2006 men tog sig inte vidare till final. Det slutade på tolfte plats med 69 poäng. Trots detta blev singeln väldigt framgångsrik i flera länder.

## Listplaceringar
| Lista (2006)  | Topplacering |
| ------------- | ------------ |
| Belgien       | 1            |
| Nederländerna | 56           |
| Schweiz       | 65           |
| Sverige       | 21           |
| Österrike     | 38           |